# James R. Flynn
James Robert Flynn (Washington, 28 aprile 1934 – Dunedin, 11 dicembre 2020) è stato uno psicologo statunitense naturalizzato neozelandese, noto per le sue pubblicazioni sull'intelligenza umana e sull'aumento nel tempo di punteggi del quoziente intellettivo in tutto il mondo, fenomeno che è stato definito come effetto Flynn.

## Biografia
Originario di Washington DC e studente all'Università di Chicago, Flynn emigrò in Nuova Zelanda nel 1963, dove divenne professore emerito di scienze politiche presso l'Università di Otago a Dunedin.

## Studi
L'effetto Flynn, a cui deve la notorietà, è il soggetto di una monografia a più autori pubblicata dall'American Psychological Association nel 1998.